# Lady Pochoir
Pour plus de détails, voir Fiche technique et Distribution.
Lady Pochoir est un moyen métrage allemand réalisé par Petra Clever, sorti en 2010.

## Synopsis
Le jour, Yv est messagère à vélo, la nuit, elle est Lady Pochoir.

## Fiche technique
- Titre original : Lady Pochoir
- Réalisation : Petra Clever
- Scénario : Petra Clever, Karola Keller
- Producteur :
- Musique :
- Pays d'origine :  Allemagne
- Langue d'origine : allemand
- Genre : Comédie dramatique, romance saphique
- Durée : 38 minutes
- Date de sortie : 2012  Allemagne

## Distribution
- Nadine Rennack : Yv / Lady Pochoir
- Vanessa Jung : Sascha
- Verena Zimmermann : Lexi
- Alexander Pernhorst : Paul
- Dennis Grabosch